# Henri Gouhier
Henri Gouhier, född 5 december 1898 i Auxerre, död 31 mars 1994 i Paris, var en fransk filosof och litteraturkritiker. Han var professor vid lyceet i Troyes 1925–1928 och professor vid Sorbonne 1941–1968. Gouhier invaldes i Académie Française 1979.
Gouhier studerade vid École normale supérieure från 1919 till 1922. Året därpå avlade han examen vid École pratique des hautes études, sciences religieuses och år 1926 blev han doktor.
Den 20 maj 1961 försvarade Michel Foucault sin avhandling Folie et déraison: Histoire de la folie à l'âge classique i Salle Louis Liard i Université de Paris; Gouhier var då ordförande i betygsnämnden.
År 1988 mottog Gouhier Prix mondial Cino Del Duca. Han avled 1994, 95 år gammal, och är begravd på Montparnassekyrkogården.